# 核质蛋白
核质蛋白（英語：nucleoplasmin）是真核细胞细胞核中的一种蛋白质，是最早发现的分子伴侣，在核小体的组装中起作用，由Laskey等人于1978年在非洲爪蟾中发现。